# След нашей тоски
«След нашей тоски» (фр. Le fil) — фильм 2009 года режиссёра Мехди Бен Аттиа.

## Сюжет
Малик — молодой человек, который пытается скрывать свою гомосексуальность от окружающих и от собственной семьи. Он возвращается из Франции на родину в Тунис, чтобы проститься с отцом, который умирает от рака. Парень влюбляется в Билала, красивого араба, работающего слугой в доме матери (Клаудия Кардинале). Тонкие, едва заметные намёки со стороны Малика вскоре приносят результат: Билал начинает реагировать на его ухаживания и отвечает взаимностью. Но герой все больше запутывается в паутине лжи, которая его окружает: он собирается заключить брак с подругой лесбиянкой и дать ей свою сперму для искусственного оплодотворения. 
Мать Малика - католичка, много лет тому назад вышла замуж за мусульманина, и тогда этот брак закончился скандалом. Она испытывает шок, когда застаёт Малика в постели с Билалом. Ей предстоит сделать выбор и решить, что лучше: потерять связь с сыном или примириться с его природой.

## В ролях
| Актёр             | Роль  |
| ----------------- | ----- |
| Клаудия Кардинале | Сара  |
| Салим Кешьюш      | Билал |
| Антонин Стэли     | Малик |

## Отзывы критиков
Брент Хатингер (выдержка из рецензии на AfterElton.com):

Фильм интересен своим подходом к исследованию темы расовых и культурных различий. Он служит напоминанием о том, что какими бы острыми ни были расовые противоречия в США, в других странах дела обстоят ещё хуже. Но самое главное, что когда дело доходит до расовых противоречий, они почти всегда переплетаются с проблемой социального неравенства. 
Оригинальный текст (англ.) 
Still, the movie is fascinating in one respect: as an exploration of race and culture. It's an interesting reminder that, as bad as racial conflicts can be in the United States, they can be even worse in other countries. But most importantly, the movie emphasizes that when it comes to race, the issue is almost always intertwined with the issue of class.